# Semele
För andra betydelser, se Semele (olika betydelser).

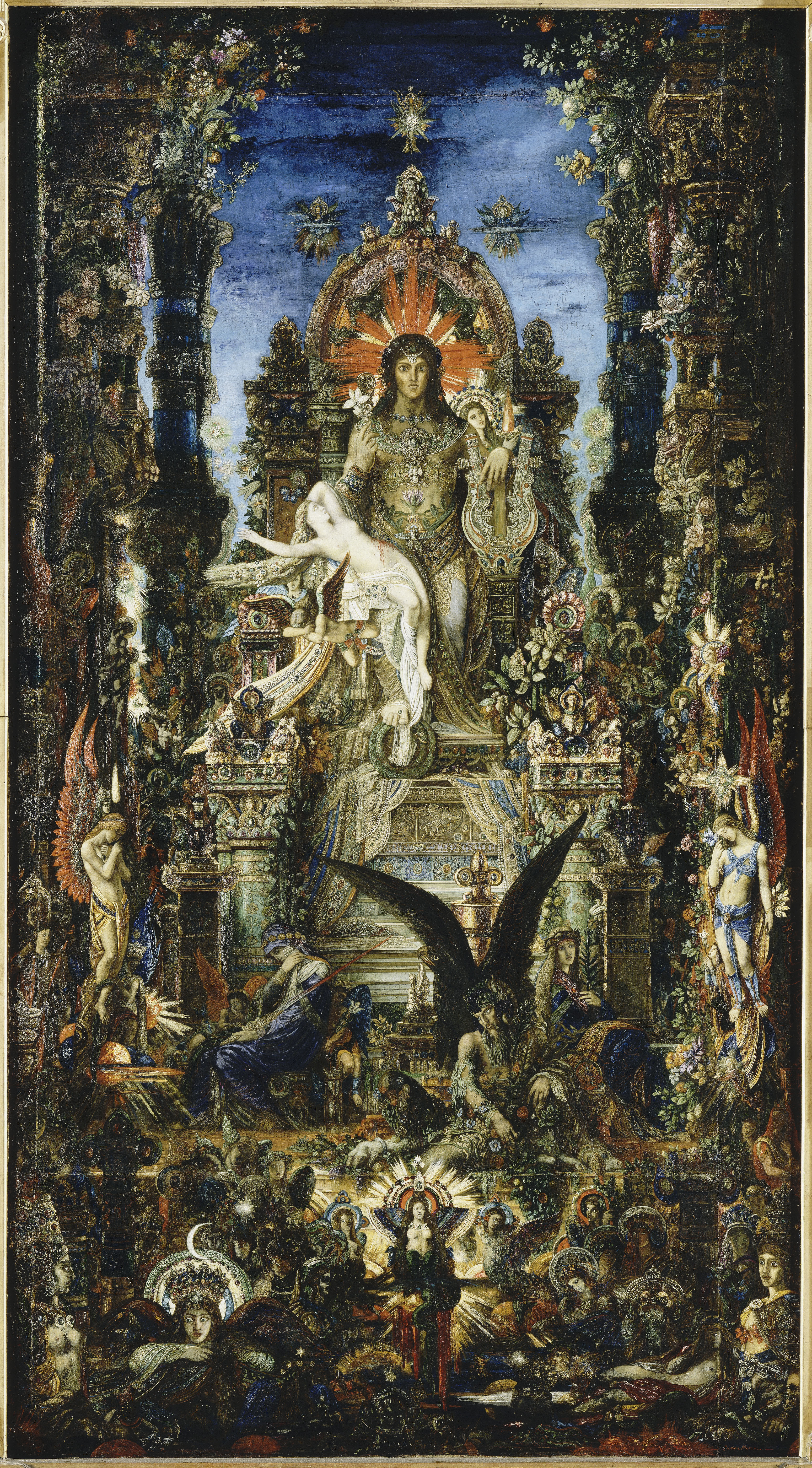
Jupiter och Semele av Gustave Moreau (1894/95)

Semele (Grekiska: Σεμέλη) var i grekisk mytologi dotter till Kadmos och Harmonia och mor till Dionysos.
Enligt myten ska guden Zeus ha förälskat sig i den jordiska Semele och i hemlighet inlett ett kärleksförhållande som inom kort resulterade i att hon blev havande. Zeus maka, Hera, upptäckte emellertid förbindelsen innan barnet fötts och i skepnad av en gammal kvinna lyckades hon få Semele att tvivla på att det verkligen var storguden Zeus hon hade till älskare. Nästa gång den passionerade guden kom till henne bad Semele honom därför att ge henne ett löfte utan att på förhand veta vad hennes önskan gällde. Zeus, som var angelägen att göra sin älskade till viljes, svor på  floden Styx att göra vad helst hon begärde. Semele önskan var Zeus skulle bevisa sin identitet genom att framträda i all sin gudomliga prakt varvid hon brändes till aska inför den mäktiga uppenbarelsen.
Den snabbfotade guden Hermes lyckades dock rädda Semeles ofödda son Dionysos ur askan och Zeus sydde in pojken i sitt lår varifrån han efter en tid föddes.